# 椎久年蔵
椎久年蔵（しいく としぞう、明治17年（1884年）5月5日 - 昭和33年（1958年）3月27日）は、八雲のアイヌ、アイヌ文化伝承者。アイヌ語八雲方言の最後の話者。

## 生涯
北海道山越郡八雲町字遊楽部に生まれ、終生そこに住む。椎久家は首長（コタンコㇿクㇽ）の家系であり、年蔵は次男であった。父母ともに遊楽部の人。姓は、先祖に弓の名人がいたことからsíku「大きな弓」の当て字である。「シク」と読まれることもある。アイヌ名はTóytareki、トイタレキ、トイタレケ、トヨタリケ。名前はアイヌ語でtóyta「畑仕事」、 rek「叫ぶ」で、母が畑仕事の最中に産気付き、家に戻る途中に畑野中の道で産み落としたことに由来する。
尋常小学校2年まで通ったが同学の者との諍いでやめ、17歳にして若頭になってからは部落で重きを成した。「浜のトヨさん」と呼ばれていた。この頃まで日本語とアイヌ語を半分程度ずつ話していた。徴兵により入隊、日露戦争に従軍し満洲で補充砲兵輸卒として出兵、叙勲を受けた。部落では老人たちに可愛がられ、常にユーカラやウウェペケレを聞かされていた。アイヌの中でも有力者であり、網を所有して漁業を営んだ。家業は半農半漁だったが鉄砲の名手であり、市立函館博物館には年蔵愛用の村田銃も所蔵されている。熊の懐に飛び込み格闘してマキリで倒したことがあり、その時の傷が背中にあった。八雲に「徳川開墾場」を持った尾張徳川家第19代当主徳川義親と親しくし、その熊狩には常に同行した。自宅では小熊を飼育していた。
文化的な知識が極めて豊富であり、1930年代から研究者の調査に協力し、数多くの記録を残し、『アイヌ語方言辞典』などに貢献した。1946年には北海道アイヌ協会八雲支部長に就任する。失われていく道南アイヌの風俗を体系的に記録し、没後に遺族らは貴重な所蔵品を函館博物館に寄贈した。1960年11月27日に寄贈されたものを中心とするこれらの資料群は「椎久コレクション」と呼ばれ、55件61点から構成される。椎久家の祖先の中に樺太か千島から移住して来た者がいるとの口伝がある。コレクション中の色裂置文衣（年蔵が着用した写真も残る）は独特な紋様を持ち、樺太先住民族の魚皮衣とも類似している。また、2011年に孫の椎久健夫は愛用の村田銃及び肉声のカセットテープを寄贈した。肉声記録はアイヌ語八雲方言の資料として極めて貴重である。

## 略歴・事蹟
- 1884年5月5日 - 北海道山越郡八雲村遊楽部に生まれる。
- 1901年頃 - 集落の若者頭となる。
- 1904年頃 - 日露戦争で満洲に出征。
- 1908年2月17日 - 前妻・ハツと婚姻届出。
- 1914年7月20日 - 椎久家の家督を相続。
- 1930年1月12日 - 遊楽部のアイヌ30数名とともに森村でイオマンテを執り行う[11]。
- 1930年6月16日 - 後妻・きみと婚姻届出。
- 1931年8月27日 - 北里闌が聞き取り調査で来訪。
- 1932年8月21日[9] - 先代首長イコトル（和名は冷田長三郎[12]）死去、新首長となる。
- 1933年12月 - 犬飼哲夫に招かれ、北海道帝国大学でイオマンテを執り行う。
- 1934年5月〜7月 - 北大の児玉作左衛門が八雲で発掘を行う。
- 1934年頃 - 自作の丸木舟を北大に寄贈。
- 1935年 - 北大の名取武光に花矢を寄贈。
- 1955年4月30日 - 知里真志保、服部四郎が聞き取り調査で来訪。
- 1955年12月10日 - 更科源蔵が聞き取り調査で来訪。
- 1956年3月24日 - 更科源蔵が聞き取り調査で来訪。
- 1956年 - 北村甫が聞き取り調査で来訪。
- 1957年2月 - 北村甫の聞き取り調査のため東京へ招待される。
- 1957年6月3日 - 北大に寄贈した丸木舟が国重要有形民俗文化財に指定される。
- 1958年3月27日 - 北海道山越郡八雲町で死去[3]。

## 親族
- 父 - エカシトム 'Ekástom（1853年-1926年）：和名は椎久年吉。アイヌ名は「年寄りたちがたくさん集まり居る中で生まれた」ことによる[13]。
- 母 - ショットキタエ Sotkitaye：和名は椎久タエ[3]。
- 前妻 - 椎久ハツ（1887年-1916年10月27日）：虻田の人。2男3女をもうけたが死別[3]。
- 後妻 - 椎久きみ（1895年-）：年蔵の死後、椎久コレクションを引き継ぎ、函館博物館に寄贈[3]。
- 長男 - 椎久堅市[14]：八雲ウタリ協会。1946年2月ウタリ協会の代表として進駐軍のスウィング少将と会談。1951年頃、漁業のため一家で道東へ移住。年蔵の死後に椎久家当主となる。
- 次男 - 椎久賢二[3]
- 孫 - 椎久健夫（1942年-）：賢二の子。八雲アイヌ協会会長[15]。妻・椎久幸子はアイヌ紋様の研究や衣装の複製に取り組む「ユーラップレラの会」や、アイヌ民族舞踊を継承する「ユーラップハンチカプの会」の会長として活動[16]、年蔵の衣装を複製し1着は来日したバラク・オバマ大統領に贈った[17]。
- 曾孫 - 椎久慎介[18]：標津アイヌ協会に所属する。漁師。